# Norte (region)
Norte er den nordlige region i Brasilien og består af delstaterne:
- Acre
- Amapá
- Amazonas
- Pará
- Rondônia
- Roraima
- Tocantins

## Fakta
- Areal: 3.869.637,9 km² (45,28 %)
- Befolkning: 11.290.100 indbyggere (2,92 indb./km²; 6,2%)
- Klima: Høj temperatur og en høj årlig nedbørsmængde
- Største byer: Manaus (1.403.796); Belem (1.279.861); Ananindeua (392.947); Porto Velho (314.525); Macapá (282.745); Santarém (262.721); Rio Branco (252.885); Boa Vista (200.383); Palmas (137.045), Boa Vista (122.000).
- Økonomi: Energiproduktion, elektronikproduktion (omkring Manaus), turisme, tømmer.

4°34′S 58°56′V / 4.57°S 58.93°V